# Полет 402 на „Ел Ал“
Полет 402 на Ел Ал Израел Еърлайнс (El Al Israel Airlines) – националния превозвач на Израел – се провежда на 27 юли 1955 година.
Пътническият самолет „Констелейшън“ 149 е свален от два български изтребителя МиГ-15. Самолетът се разбива на възвишението Кожух при село Рупите, северно от Петрич. Всички 58 души на борда (51 пътници и седемчленен екипаж) загиват.  Според списание Тайм на борда има 57 души. 
България отказва достъп на сформираната шестчленна израелска разследваща комисия, която на 28 и 29 юли прави два опита да влезе от Гърция. Въпреки това комисията успява да обследва самолетните останки с бинокъл от височините на Истимбей в Беласица. 
Когато три дни след инцидента България все пак допуска трима от следователите на своя територия, те имат само еднодневна виза и установяват, че повечето останки от самолета вече са премахнати. Под международен натиск правителството съобщава, че е действано прибързано. 
Израел, САЩ и Великобритания осъждат България в международния съд в Хага. Процесът се провежда от 16 март до 3 април 1959 година. Българската държава изплаща обезщетение от 8292 щатски долара за всеки загинал. 

## История на полета
Самолетът, летящ по маршрут от Лондон през Париж и Виена за Тел Авив излита от Виена в 02:53 ч. сутринта и докато стига до Белград, полетът се осъществява без проблеми. Поради силен вятър и облачност, самолетът се отклонява от първоначалния си курс във въздушен коридор Amber 10 (161°). Екипажът получава разрешение да изпълни полета на височина 17 500 фута (5300 метра), като по прогнозата за времето само 200 метра по-високо се е очаквал вятър със скорост 20 възела (около 36 км/ч). За да избегнат отклоняването наляво, екипажът е трябвало да отклони самолета надясно на 4°, т.е. да следва курс на 165°. Времето не полета от Белград до Скопие по план е било 44 минути, т.е. покрай Скопие самолетът е бил длъжен да мине 05:17 ч. Но за фактическото минаване през Скопие екипажът докладва в 05:10 ч., т.е. след 37 минути.
Като се има предвид, че във втората част на маршрута вятърът на тази височина е бил не 20, а 70 възела (126 км/ч), за което екипажът не е знаел, следствието определя, че когато полотът докладва, че е минал покрай Скопие, всъщност вече се е бил отклонил значително на изток от трасето и дори не е бил стигнал до Скопие. Това е могло да се случи не само поради вятъра, но и заради гръмотевична буря по маршрута, която е била причина наземния радиофар на Скопие да излъчва неверни показания. Като решават, че са подминали Скопие, пилотите изпълняват завой наляво, следвайки курс 146°, а в 05:28, т.е. след 18 минути, докладват за пресичане на югославската граница. Екипажът е приел, че навлиза във въздушното пространство на Гърция, но следствието стига до извода, че в този момент самолетът е бил на 48 км от гръцката граница, много близко до българската. След няколко минути полет 402 се оказва над българската територия. Това е потвърдено и от югославски очевидци.

## Сваляне на самолета
По българската версия, пресичането от самолета на западната българска граница е забелязано от наблюдателен пост на противовъздушната отбрана край Трън и по тревога са вдигнати два изтребителя МиГ-15 на Военновъздушните сили с пилоти Петров (водач на двойката) и Санкийски, съгласно заповед на заместник-командира на ПВО, ген. Величко Георгиев. МиГ-овете са от 18-и изтребителен авиополк на 4-та изтребителна авиодивизия и излитат от авиобаза Доброславци, която отговаря за въздушната отбрана на столицата София. По думите на пилотите, Санкийски първо опитва да предупреди пилота на лайнера, че е в нарушение, като стреля с трасиращи сигнални откоси пред носа на самолета, Петров повтаря предупредителните изстрели. Междувременно, чуждият самолет приближава южната (българо-гръцка) граница, където в крайна сметка е свален над Петрич. Пилотите на изтребителите докладват, че „Констелейшън“ първоначално дава вид, че ще следва инструкциите за принудително кацане, като спуска колесника и задкрилките, но след това ги прибира и променя курса към Гърция, надявайки се да избегне изтребителите. Лайнерът е поразен с оръдеен огън от изтребителите, след което започва да губи височина, като на 600 метра над земята се разпада на части и се разбива в пламъци северно от Петрич, недалеч от българо-югославската и гръцката граница. Загиват всички на борда – 51 души пътници и 7-членен екипаж.
Израелските следователи не приемат българската версия, защото по нея излиза, че опитният екипаж след Белград в продължение на 147 мили (272 км), т.е. 41 минути, е трябвало да лети по курс 135°, което е било трудно да не се забележи, след като 80 мили са били в зоната на действие на белградския радиофар. Освен това било неясно защо екипажът, вече над България, е завил на юг, което не е било в плана за полета, а след това докладва за преминаване на гръцката граница. Когато българските изтребители уж били дали указания за принудително приземяване, излиза, че екипажът на пътническия самолет, рискува живота на своите пътници и отказва да изпълни заповедта. Освен това, ако действително е имало указания за приземяване от страна на българските военни, те е трябвало да се предават на установената международна честота, но югославските и гръцките диспечери заявяват, че не са чули никакви съобщения на тази честота.
На следващия ден българското правителство признава за свалянето на самолета. То изразява съжаление за инцидента и организира официално разследване, но не разрешава на 6-членен разследващ екип от Израел да вземе участие.

## Разследването
Българските власти не позволяват международно разследване на свалянето на самолета, което в характерния за Студената война дух на времето веднага е изтълкувано на Запад като признание, че самолетът е свален безпричинно. В спомените си „Моят живот в авиацията“ (Еър Груп 2000, София 2004) обаче тогавашният заместник-министър на отбраната ген. Захари Захариев сочи, че на мястото на катастрофата са намерени около 300 килограма сребро, разтопено от високата температура на ситни топчета. След експертиза металът, първоначално взет за алуминий или калай, се оказва сребро и мястото на инцидента отново е отцепено от кордон войници. Любопитен факт е, че сваленият самолет е пилотиран лично от бившия пилот на Уинстън Чърчил, Стенли Хинкс, което авторитетни български авиационни историографи като Цветан Цаков привеждат като аргумент, за да докажат, че отклонението от маршрута не е било случайно. Тези подозрения се поддържат и от разказа на военните пилоти, които твърдят че самолетът първоначално спуска колесник и задкрилки, за да покаже че се подчинява на изтребителите, но после се опитва да избяга в Гърция. Самолетът със спуснати задкрилки е фотографиран от самолета на Санкийски, но филмът, впоследствие иззет за целите на разследването, изчезва незнайно къде и никога не е намерен.
След натиск от страна на западните правителства е стигнато до следното официално заключение:
„Самолетът е получил едно или няколко попадения, които причиняват разхерметизация, и пожар в отоплителното отделение. Самолетът се разпада във въздуха в резултат на експлозия, причинена от куршуми, поразили дясното крило и вероятно лявото крило, заедно със снаряд или снаряди от голям калибър, в задната част на фюзелажа.“
Като следствие от инцидента е направена препоръка занапред да се използват повече радионавигационни станции по трасето на международния въздушен коридор „Amber 10“.

## Последици
Българското правителство първоначално отказва да поеме отговорност, остро критикувайки, че израелският самолет е нахлул в българското въздушно пространство без разрешение. Въпреки това, в края на краищата, то поднася официално извинение, в което казва че „пилотите на изтребителите прибързано и необмислено са свалили лайнера“ и се съгласява да плати известни компенсации на семействата на жертвите.
Израел подава и искова молба до Международния съд в Хага, но с решение от 26 май 1959 съдът отказва да заведе дело срещу България с мотива, че това не е в неговата юрисдикция.
След инцидента вътрешният министър Георги Цанков прави опит за подвеждане под наказателна отговорност на пилотите Петров и Санкийски. Опитът е пресечен след намесата на ген. Кинов, който заявява, че пилотите не могат да бъдат съдени за това, че са изпълнили заповед. В крайна сметка отговорност пред командването поема генерал Величко Георгиев, който от самото начало твърди, че той е издал заповедта за стрелба.
Въпросът с плащането на обезщетения на близките на загиналите се проточва цели 9 години чак до 1964 година. Международният съд в Хага заключава, че се дава възможност да продължат преговорите между България и Израел за доброволното уреждане на спора. Той приключва с това, че българската страна плаща една минимална цена за смъртта на 58 невинни граждани.

## Историческо значение на инцидента
Инцидентът с полет Ел Ал 402 се случва тъкмо при започналото леко затопляне на международните отношения между Запада и социалистическите страни и носи много политически негативи на България, включително и недоволство от страна на Съветския съюз. От друга страна, самият инцидент е колкото причина, така и последствие на недоверието и хладните отношения през Студената война. Българските ВВС през първата половина на 50-те години често са вдигани да противодействат на самолети-нарушители, както и на разузнавателни балони, по няколко пъти на ден. (Иван Бориславов. „Българските ВВС и Студената война“. Еър Груп 2000, София 2002.) Работата по нарушителите – нисколетящи, нискоскоростни витлови самолети – с реактивните бързи МиГ-15 е много трудна и често безрезултатна (Тома Ковачев. „Пътека в небето“. Еър Груп 2000, София 2005.), в резултат на което армейското началство пресира летците да „отбележат“ свален нарушител на всяка цена. Жертва на тези обстоятелства става израелският „Констелейшън“ на Ел Ал.

## Пътници според гражданството им
| Националност             | Брой |
| ------------------------ | ---- |
| Израел                   | 15   |
| САЩ                      | 12   |
| СССР                     | 5    |
| Великобритания           | 4    |
| Канада                   | 4    |
| Република Южна Африка    | 4    |
| Германия                 | 3    |
| Австрия                  | 1    |
| Швеция                   | 1    |
| Полша                    | 1    |
| неустановено гражданство | 1    |